# Norma García
Norma Angélica García González (Ciudad de México) es una clavecinista mexicana especialista en música antigua.

## Biografía

### Formación musical
Realizó sus estudios de clavecín con Luisa Durón en la Facultad de Música de la UNAM. Posteriormente viajó a Francia para continuar sus estudios en el Conservatorio de Música 'Erik Satie' bajo la guía de Élisabeth Joyé, para después realizar sus estudios de perfección con Pierre Hantaï y Blandine Rannou.

### Carrera artística
Fundó en Francia el Ensamble Clérambault junto al violinista francés Oliver Briand y el flautista francés Vincent Touzet (su esposo), con el cual ha grabado música de cámara de Elizabeth Jacquet de la Guerre para la disquera Urtext y también se han presentado en festivales como el Cuarto Festival de Órgano y Música Antigua, en Oaxaca. Es parte del Ensamble Settecento, junto con Mónica López Lau (flauta de pico), Christian Velasco (tiorba), Julio Cruz (guitarra barroca) y Luis Reyes (violone).
Cofundadora de la orquesta barroca La Parténope con quien realizó una gira artística en Francia bajo el auspicio del Fondo Nacional para la Cultura y las Artes durante la emisión del programa ¨Rutas escénicas¨. Ha participado también en el Festival Cervantino con los dos ensambles de música barroca.
Ha sido catedrática de clavecín y bajo continuo dentro de los conservatorios franceses de Garches, Chatillon, Rosny-sous-Bois y París XI. 
También ha impartido clases magistrales de clavecín en el Conservatorio Nacional de Música de México.
Norma García es profesora de clavecín, bajo continuo y música de cámara en la Escuela Superior de Música (INBA, México) y de la Facultad de Música de la UNAM.

## Discografía
- Música de cámara de Élisabeth Jacquet de la Guerre, con el Ensamble Clérambault, Urtext.[16]